# Доходный дом Карапета Чернова
Дохо́дный дом Карапе́та Черно́ва — здание в Ростове-на-Дону, расположенное на перекрёстке Большой Садовой улицы и Ворошиловского проспекта. Построено в конце XIX века, позднее было реконструировано. В настоящее время здание занимает Ростовский государственный экономический университет. Дом имеет статус объекта культурного наследия.

## История

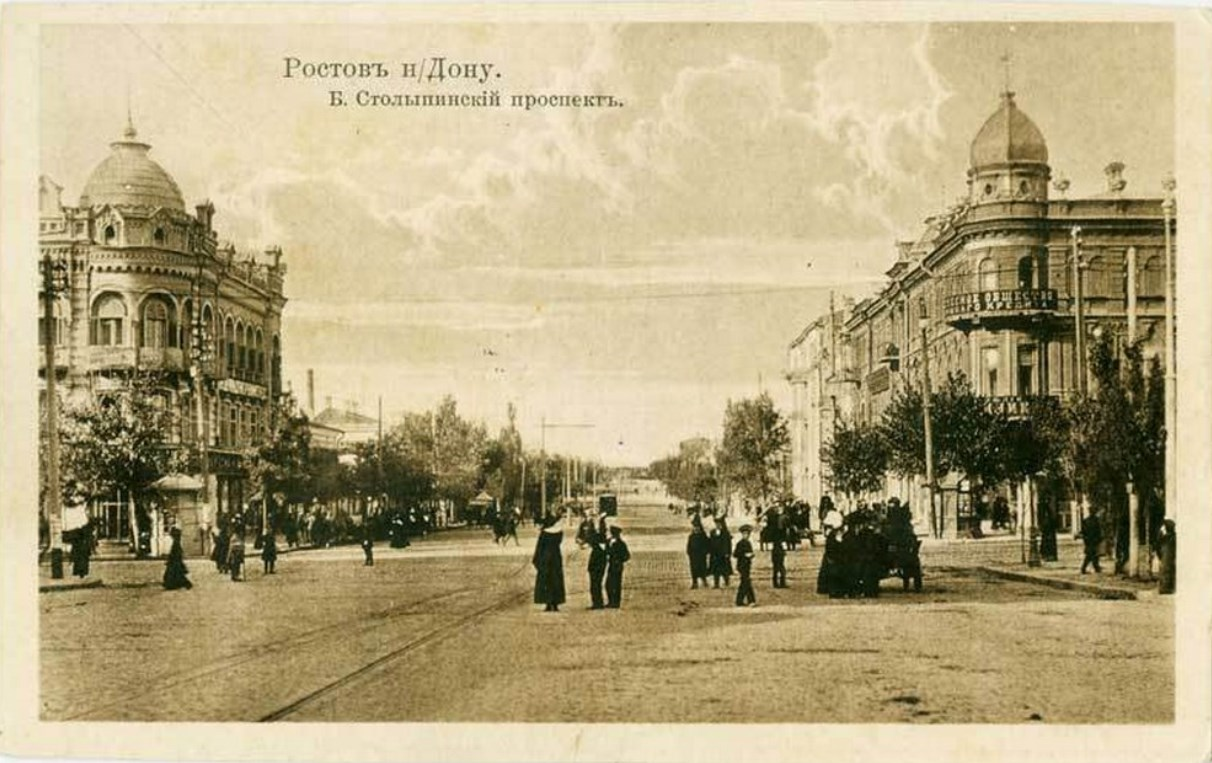
Дом Чернова (слева) и дом Мелконова-Езекова (справа)

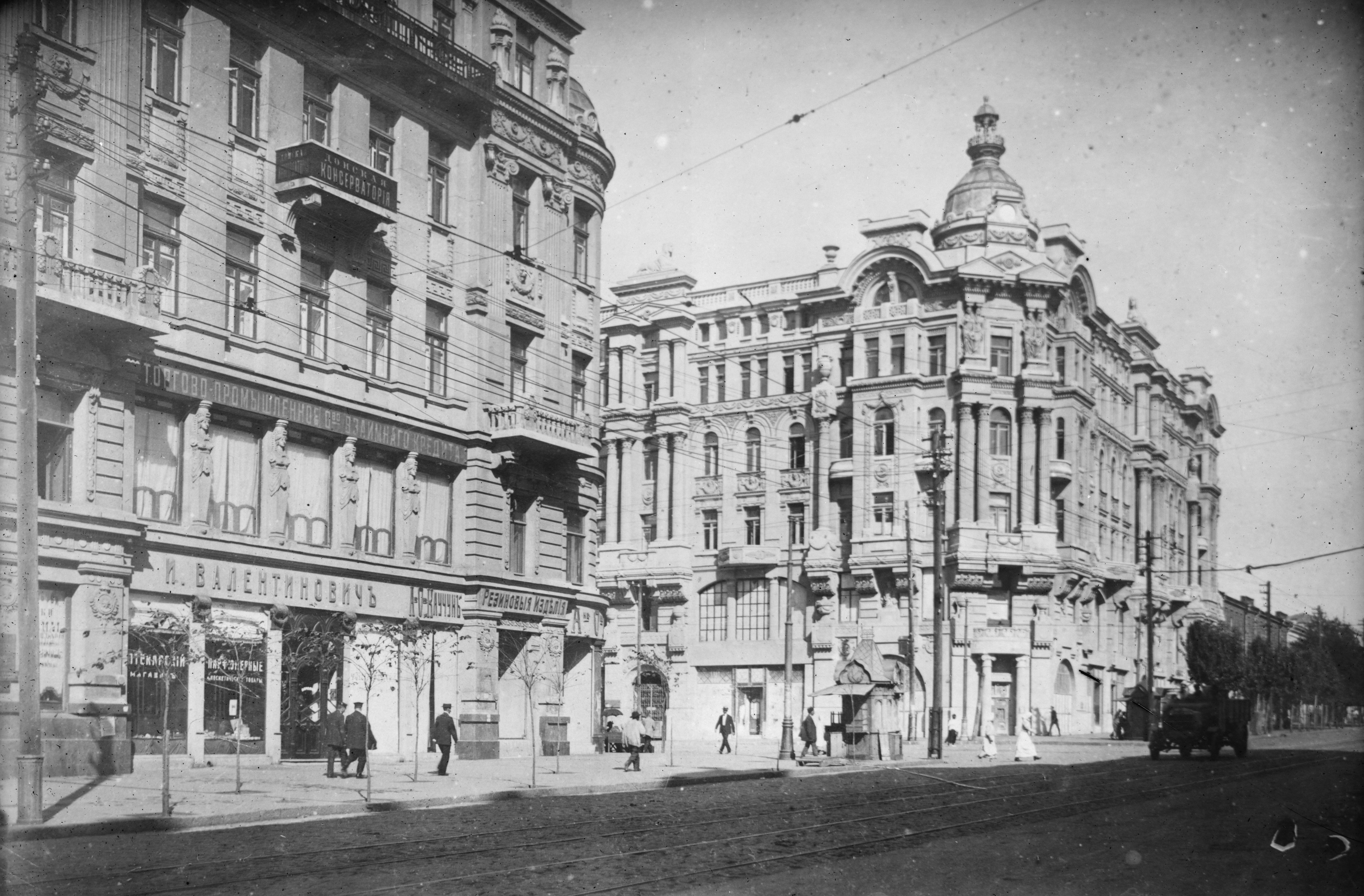
Дом Чернова (слева) и дом Мелконова-Езекова (справа) в 1919 году

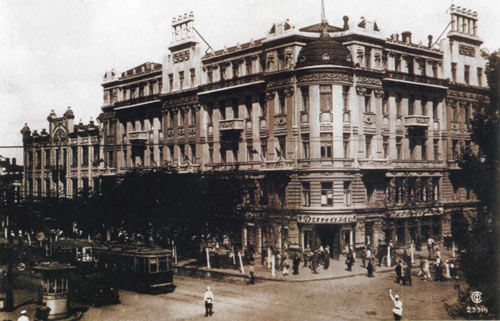
Дом Чернова после надстройки

Трёхэтажный доходный дом был построен в 1890-х годах по заказу купца Карапета Чернова. Позднее дом был надстроен до пяти этажей по проекту архитектора Ф. С. Ясинского под руководством инженера Г. Г. Чорчопьяна.
Со строительством доходного дома связана городская легенда о споре конезаводчика Карапета Чернова и шерстянщика Гавриила Мелконова-Езекова. Чтобы выяснить, кто из них богаче, купцы решили построить два доходных дома на перекрёстке Большой Садовой улицы и Большого проспекта (тогдашнее название Ворошиловского проспекта), друг напротив друга. В споре побеждал тот, чей дом был более шикарным. Сперва доходные дома имели по три этажа, но, когда в начале XX века в Ростове начался строительный бум, оба купца приняли решение надстроить дома до пяти этажей. В итоге купол дома Мелконова-Езекова оказался на несколько метров выше. Надстроить купол Чернов не мог, и тогда на крыше его дома были установлены колонны. Благодаря этой особенности горожане прозвали его домом «с колоннами на подпорках».
До революции помещения в доходном доме арендовали Санкт-Петербургский международный коммерческий банк, Купеческое общество взаимного кредита, Сельскохозяйственный банк и зубной врач М. М. Сабсович. В начале 1920-х годов дом Чернова был национализирован. На первом этаже были открыты магазины, а на остальных этажах размещались Дворец труда, спортивное общество «Динамо», «Севкавснабсбыт» и другие учреждения. В 1931 году здание было передано финансово-экономическому институту. Дом Чернова серьёзно пострадал во время Великой Отечественной войны. В конце 1950-х годов он был восстановлен по проекту архитекторов М. Н. Ишунина и Г. А. Петрова, но уже без колонн на крыше. Стоявший напротив дом Мелконова-Езекова в войну был разрушен полностью и уже не восстанавливался. В 1970-х годах к северной части здания был пристроен семиэтажный корпус.
В 1964 году финансово-экономический институт переименовали в институт народного хозяйства. В настоящее время здание занимает Ростовский государственный экономический университет.

## Архитектура

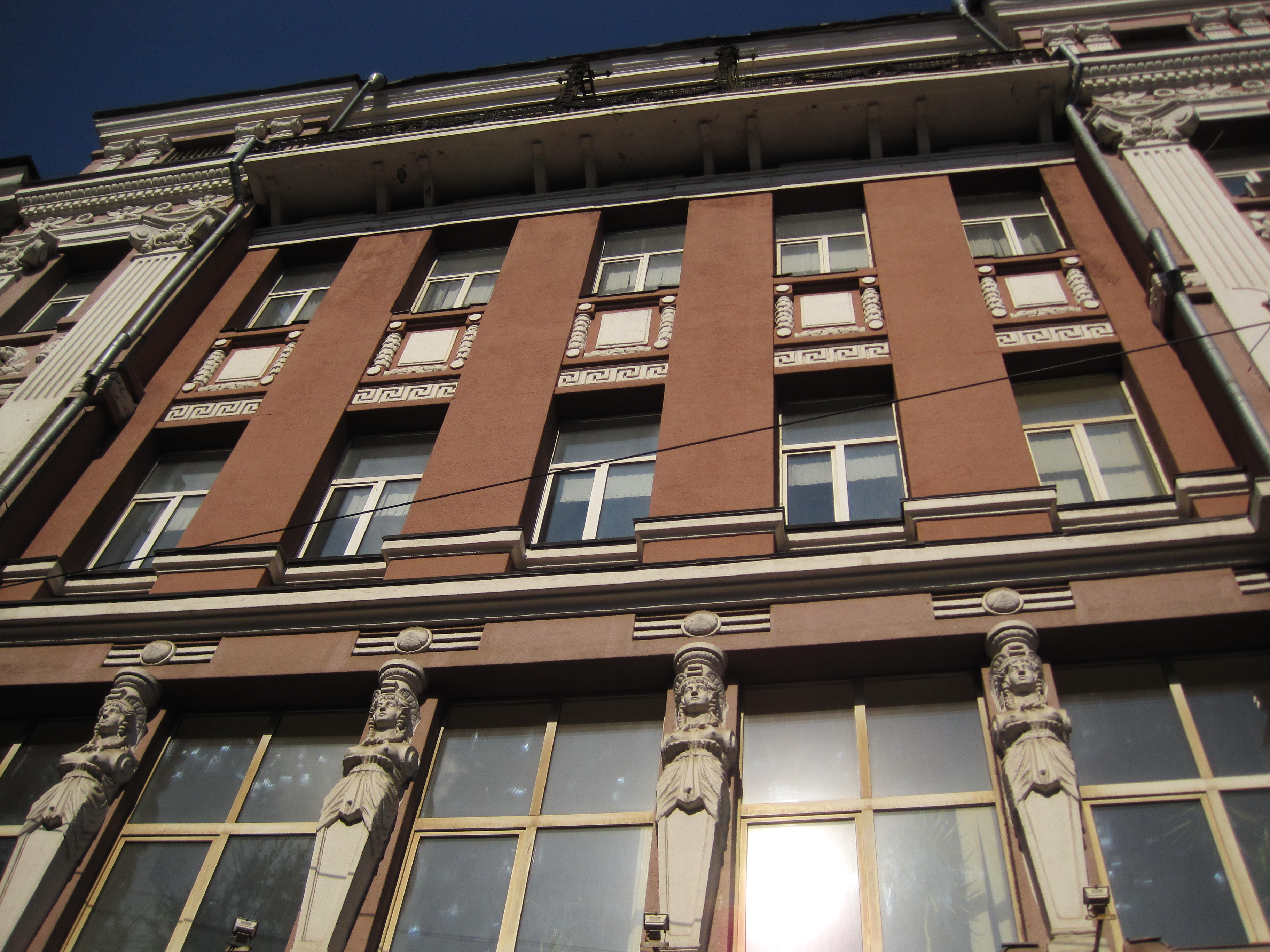
Оформление фасада

Парадные фасады здания выходят на Большую Садовую улицу и Ворошиловский проспект. Их архитектурно-художественный облик определяют раскреповки по всей высоте здания, которые на последнем этаже объединяются сдвоенными пилястрами. Композиционным центром доходного дома является его угловая полукруглая часть, выходящая на перекрёсток. Верх угловой части решён в виде лоджии с колоннами. Центральные раскреповки выделены на первом этаже портиками. На третьем и четвёртом этажах раскреповки оформлены в виде четырёхколонных портиков ионического ордера. На пятом этаже расположены длинные балконы с металлическими решётками. Фасады доходного дома богато украшены лепниной и декоративной штукатуркой: геральдические шиты на первом этаже, гермы в простенках второго этажа, декоративные наличники, подоконные вставки в виде венков, гирлянд и львиных масок.